# Кэборн-Уотерфилд, Майкл
Майкл Кэборн-Уотерфилд (англ. Michael Caborn-Waterfield, полное имя Michael George Kimberley Caborn-Waterfield, известный как «Денди Ким» (Dandy Kim); 1930 — 2016) — британский предприниматель, актёр и авантюрист, имевший отношения с Дианой Дорс, занимавшийся контрабандой оружия на Кубу, отбывавший срок во французской тюрьме и основатель первого секс-магазина «Энн Саммерс».
Светская львица и дизайнер интерьеров Ники Хэслэм назвала его одним из величайших денди своего времени.

## Биография
Родился 1 января 1930 года в Ричмонде в семье пилота ВВС Вивиана Конрада Джорджа Колнаги Кэборн-Уотерфилда (Vivian Conrad George Colnaghi Caborn-Waterfield, погиб в 1944 году).
Учился в школе Крэнли, из которой ушёл в возрасте шестнадцати лет. Некоторое время обучался в гоночных конюшнях, преследуя цель стать жокеем. Когда это начинание не удалось, Майкл стал актёром и торговцем нейлоновыми чулками на чёрном рынке. К концу 1940-х годов он жил на широкую ногу в собственной квартире в лондонском районе Сент-Джонс-Вуд, имел три автомобиля.
В канун Нового 1948 года он познакомился в пабе Cross Keys в Челси с семнадцатилетней старлеткой Дианой Дорс, и вскоре они стали любовниками. Их отношения закончились через два года, хотя оба остались хорошими друзьями. Уотерфилд стал частым посетителем злачных мест Челси, где устраивал вечеринки, на которых присутствовали такие люди, как лорд Лукан. Целая череда женщин попала под чары Майкла Уотерфилда — он встречался с актрисой Самантой Эггар, был близко знаком с Памелой Гарриман. В середине 1950-х годов Майкл познакомился с Барбарой Уорнер, дочерью голливудского магната Джека Уорнера; в 1956 году был заочно признан французским судом виновным в краже 23 000 франков из дома Уорнера на Французской Ривьере и приговорен к четырём годам тюрьмы. В 1960 году, после того, как он продал оружие кубинскому диктатору Батисте, Уотерфилд открыл школу водных лыж в Танжере, откуда был экстрадирован во Францию, но отбыл только 12 месяцев своего наказания.
После освобождения Уотерфилд купил поместье на границе Дорсета и Уилтшира. Затем, вернувшись в Лондон, вернулся в светскую жизнь Челси, устраивая различные вечеринки. К концу 1960-х годов у Майкла возникла идея нового предприятия, занимающегося продажей товаров для женщин. В 1970 году он открыл первый секс-шоп Энн Саммерс, назвав его в честь своей бывшей подруги и секретаря — Аннис Саммерс (Annice Summers), которая работала управляющей его поместьем. Уотерфилд посчитал, что его имя и дурная слава могут плохо сказаться на новом бизнесе. Аннис Саммерс согласилась помочь с новым предприятием, несмотря на сильное сопротивление со стороны церковных групп и части общественности. Она прославилась как знаменосец сексуальной революции и в 1971 году лондонская газета Evening Standard назвала её «Женщиной года».
В 1972 году Майкл Кэборн-Уотерфилд женился на Пенни Брамс — модели и актрисе, которая снималась вместе с Джоанной Ламли в сексуальной комедии Games That Lovers Play. В 1976 году он предложил устроить конкурс красоты Miss Topless World, который в итоге так и не состоялся. Некоторое время Уотерфилд жил в Австралии, но потом снова вернулся в Лондон. У него была одна дочь.
Умер 4 мая 2016 года в Лондоне. Отпевание состоялось в церкви Святого Духа в Клэпхэме.